# Kristian Kiehling
Kristian Erik Kiehling es un actor alemán, más conocido por haber interpretado a Juri Adam en la serie Verbotene Liebe.

## Biografía
En 1997 entró al Mozarteum University de Salzburgo (Austria), donde se entrenó en actuación hasta 2000.

## Carrera
En 1997 apareció por primera en televisión en la serie alemana Alphateam-Die Lebensretter im OP.
En el 2003 apareció por primera vez como invitado en la serie Küstenwache donde dio vida a Felix Arp en el episodio "Unter Freunden", más tarde apreció nuevamente en la serie en el 2008 ahora interpretando a Stefan Rering en "Vertrauen ist tödlich" y su última aparición fue en el 2011 ahora dando vida a Karl Anthoff en el episodio "In den Fängen der Macht".
En el 2005 interpretó a Tom en el episodio "Burma/Myanmar" de la serie Das Traumschiff.
En el 2007 apareció por primera vez en la televisión británica cuando dio vida a Rolf Voller en dos episodios de la serie Waking the Dead. Ese mismo año apareció en la serie policíaca británica The Bill, donde interpretó a Yevgen Kucuk.
En el 2008 interpretó a Andrea Conti a los veinticuatro años en la película Das Papstattentat.
En el 2011 interpretó a al futbolista yugoslavo Alek en la película Will, protagonizada por Damian Lewis y Bob Hoskins.
En el 2013 se unió al elenco principal de la serie alemana Verbotene Liebe, donde dio vida a Juri Adam.
El 24 de enero de 2014 se unió al elenco principal de la popular serie británica EastEnders donde interpreta a Aleks Shirov el nuevo inspector del mercado, hasta el 16 de abril de 2015 después de que su personaje se fuera de Walford con su esposa e hija.

## Filmografía

### Series de televisión
| Año         | Título                                | Personaje        | Notas                                   |
| ----------- | ------------------------------------- | ---------------- | --------------------------------------- |
| 2014 - 2015 | EastEnders                            | Aleks Shirov     | 90 episodios                            |
| 2013        | Verbotene Liebe                       | Juri Adam        | 83 episodios                            |
| 2012        | Atlilar                               | Biyan            | episodio "First Dream"                  |
| 2011        | Kreuzfahrt ins Glück                  | Tobias           | episodio "Hochzeitsreise nach Kroatien" |
| 2011        | Küstenwache                           | Karl Anthoff     | episodio "In den Fängen der Macht"      |
| 2010        | SOKO 5113                             | Markus Kaminski  | episodio "Junggesellenabschied"         |
| 2010        | SOKO Stuttgart                        | Ingo Fohlsbach   | episodio "Feuertaufe"                   |
| 2010        | Inga Lindström                        | Jonas Laksson    | episodio "Schatten der Vergangenheit"   |
| 2010        | Das Traumschiff                       | Roland Wagner    | episodio "Indian Summer"                |
| 2009        | In aller Freundschaft                 | David Engel      | 5 episodios                             |
| 2009        | All the Small Things                  | Nemanja Radic    | 6 episodios                             |
| 2008        | The Royal Today                       | Ivan             | episodio # 1.18                         |
| 2008        | Das Traumhotel                        | Fabian Boehme    | episodio "China"                        |
| 2007        | The Bill                              | Yevgen Kucuk     | episodio "Identity Fraud"               |
| 2007        | Waking the Dead                       | Rolf Voller      | 2 episodios                             |
| 2006        | Polizeiruf 110                        | Helge Dombrowski | episodio "Tod im Ballhaus"              |
| 2005        | SOKO Leipzig                          | Tim Holsten      | episodio "Die weiße Frau"               |
| 2005        | Rosamunde Pilcher                     | George Pearson   | episodio "Über den Wolken"              |
| 2005        | Arme Millionäre                       | Timo             | 4 episodios                             |
| 2005        | Unser Charly                          | Rainer           | episodio "Schmutzige Geschäfte"         |
| 2004        | Die Wache                             | Max Decker       | episodio "Alles Theater"                |
| 2003        | Berlin, Berlin                        | Joshua           | episodio "Cinderello"                   |
| 2003        | Hallo Robbie!                         | Dirk Clausen     | episodio "Auf neuen Pfaden"             |
| 2000        | Im Namen des Gesetzes                 | Elmar Jeschke    | episodio "Stille Post"                  |
| 1999        | Dr. Sommerfeld - Neues vom Bülowbogen | Mark             | episodio "Coming Out"                   |
| 1998        | Axel Langensiep                       | Balko            | episodio "Stahldschungel"               |
| 1997        | S.O.S. Barracuda                      | Jens             | episodio "S.O.S. Barracuda"             |
| 1997        | Alphateam - Die Lebensretter im OP    | Kalle            | episodio "Schutzengel"                  |

### Películas
| Año  | Título                              | Personaje          | Notas |
| ---- | ----------------------------------- | ------------------ | --- |
| 2020 | Odin vdokh                          | Rupert             | junto a Viktoriya Isakova, Maksim Sukhanov, Vladimir Yaglych, Philip Ershov, Stasya Miloslavskaya, Sergey Sosnovsky, Vladislav Vetrov, Artyom Tkachenko y Olga Lerman |
| 2011 | Six                                 | Andrei             | corto - junto a Mark Killeen, Catherine Locardi & Nigel Parkes-Davies                                                                                                 |
| 2011 | Will                                | Alez               | junto a Damian Lewis, Bob Hoskins, Rebekah Staton, Kieran Wallbanks & Alice Krige                                                                                     |
| 2009 | Rumpelstilzchen                     | Prinz Moritz       | junto a Gottfried John, Julie Engelbrecht, Robert Stadlober & Alexa Maria Surholt                                                                                     |
| 2008 | Novaya Zemlya                       | Teniente Anderson  | junto a Konstantin Lavronenko, Andrey Feskov, Marat Basharov, Sergey Koltakov & Vladislav Abashin                                                                     |
| 2008 | Das Papstattentat                   | Andrea Conti       | junto a Gesine Cukrowski, Joris Gratwohl, Jean-Yves Berteloot & Gottfried John                                                                                        |
| 2008 | Die Tränen meiner Mutter            | Micha              | junto a Rafael Ferro, Erica Rivas, Fabian Busch, Volkmar Kleinert & Joachim Paul Assböck                                                                              |
| 2007 | Family                              | Paul               | corto - junto a Fiona O'Shaughnessy, Anna Fin, Clayton Nemrow & Ricky Watson                                                                                          |
| 2007 | Zu schön für mich                   | Andreas            | junto a Katharina Böhm, Anja Franke, Oliver Stritzel & Elisabeth Böhm                                                                                                 |
| 2007 | I Want Candy                        | Joven Alemán       | junto a Tom Riley, Tom Burke, Carmen Electra, Eddie Marsan, Michelle Ryan & Mackenzie Crook                                                                           |
| 2007 | Speed Dating                        | Tim                | corto - junto a Julia Beerhold, Donia Ben Jemia, Karl-Heinz Dickmann & Max Engelke                                                                                    |
| 2005 | Tsunami                             | Jan                | junto a Anja Knauer, Dan van Husen, Ingo Naujoks & Susanne Hoss |
| 2005 | Scharf wie Chili                    | Tino Köster        | junto a Alexandra Neldel, David Ali Hamade, Natalie Spinell, Lars Gärtner & Arndt Schwering-Sohnrey                                                                   |
| 2004 | Autobahnraser                       | Ecki               | junto a Luke Wilkins, Alexandra Neldel, Henriette Richter-Röhl, Niels-Bruno Schmidt & Franz Dinda                                                                     |
| 2004 | Pura vida Ibiza                     | Ben                | junto a Tom Gerhardt, Tom Wlaschiha, Michael Krabbe, Julia Dietze, Niels-Bruno Schmidt & Horst Krause                                                                 |
| 2003 | Der Preis der Wahrheit              | Leo Hanser         | junto a Maren Kroymann, Walter Kreye, Ruth-Maria Kubitschek & Kathleen Renish                                                                                         |
| 2003 | Wilde Jungs                         | Torben Kleinert    | junto a Vinzenz Kiefer, Michael Krabbe, Karoline Schuch & Sebastian Deyle                                                                                             |
| 2003 | Fast perfekt verlobt                | Fritz von Seckbach | junto a Numan Acar, Tom Wlaschiha, Maria Simon, Reiner Schöne & André Röhner                                                                                          |
| 1997 | Eine Herzensangelegenheit           | Luis               | junto a Martin Benrath, Johanna Klante, Lola Müthel, Isolde Barth & Peter Ketnath                                                                                     |
| 1997 | Buddies - Leben auf der Überholspur | -                  | junto a Jürgen Vogel, Gregor Törzs, Pierre Besson, Heino Ferch & Lisa Martinek                                                                                        |

### Teatro
| Año         | Título                                        | Personaje | Director (a)       | Teatro                          | Notas                                             |
| ----------- | --------------------------------------------- | --------- | ------------------ | ------------------------------- | ------------------------------------------------- |
| 2008        | Oxford Street                                 | Alek      | -                  | Royal Court Theatre             | junto a Ashley Walters & Nathaniel Martello-White |
| 2004        | Paradies                                      | Fuchs     | T. Richter         | Wagenhalle Stuttgart Theatre    | -                                                 |
| 2003        | The Killer In Me Is The Killer In You My Love | Surbeck   | T. Richter         | Studiotheater Stuttgart Theatre | -                                                 |
| 2002        | Graf Oederland                                | Fahrer    | T. Fischer         | Schauspielhaus Köln Theatre     | -                                                 |
| 2002        | Der Streit                                    | Mesrin    | C.V. Treskow       | Cologne Theatre                 | -                                                 |
| 2001 - 2002 | Leonce und Lena                               | -         | -                  | Schauspielhaus Köln Theatre     | -                                                 |
| 2001 - 2002 | Der Streit                                    | Mesrin    | -                  | Schauspielhaus Köln Theatre     | -                                                 |
| 2001 - 2002 | Du, lach nicht ...                            | -         | -                  | Schauspielhaus Köln Theatre     | -                                                 |
| 2001        | Wolfgang Borchert                             | -         | G. Moeckel         | Cologne Theatre                 | -                                                 |
| 2001        | Schattenjungs                                 | Tommy     | Torsten Fischer    | Cologne Theatre                 | -                                                 |
| 2000 - 2002 | Geist                                         | -         | -                  | Schauspielhaus Köln Theatre     | -                                                 |
| 2000 - 2001 | Schattenjungs                                 | -         | -                  | Schauspielhaus Köln Theatre     | -                                                 |
| 1998        | Die Gerichtsnacht                             | -         | N. Windisch-Spoerk | -                               | -                                                 |